# Cinque per mille

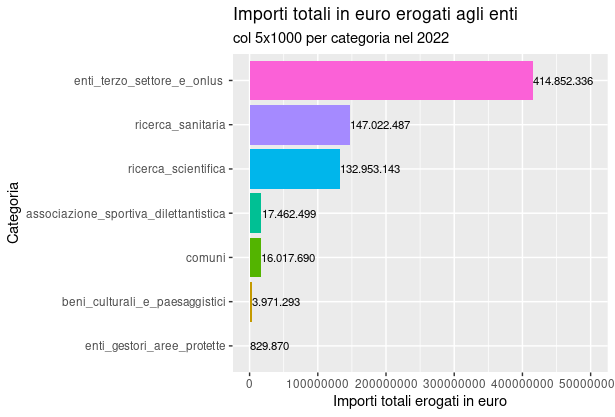
Fonte : [https://rpubs.com/lovepeacejoy404/statistiche-5x1000 Statistiche sul 5x1000 nel 2022

Il cinque per mille (5x1000) indica una quota dell'imposta IRPEF, che lo Stato italiano ripartisce, per dare sostegno, tra enti che svolgono attività socialmente rilevanti (ad esempio non profit, ricerca scientifica, rifugi e santuari per animali, etc). Il versamento è a discrezione del cittadino-contribuente, contestualmente alla dichiarazione dei redditi. 
Ogni contribuente che effettua questa scelta destina all'ente da lui prescelto il cinque per mille delle proprie imposte effettive: quindi la firma di un contribuente ad alto reddito comporta un trasferimento di fondi maggiore rispetto alla firma di un contribuente a basso reddito. In questo il meccanismo di ripartizione differisce dal sistema dell'otto per mille.

## Disciplina normativa
Venne introdotta, a titolo iniziale e sperimentale, dai commi 337-340 dalla legge 23 dicembre 2005 n. 266 (legge finanziaria l'anno 2006)
Il D.P.C.M. 19 marzo 2008 ha stabilito che i ministeri competenti all'erogazione della quota sono tenuti all'obbligo di rendiconto, l'art. 8 comma 1 infatti afferma che:
impiego delle somme percepite per le finalità cui sono destinate.
All'uopo, dovrà essere redatta anche una relazione che illustri gli interventi posti in essere, indicando per ciascuno di essi il costo, suddiviso nelle principali voci di spesa.»

## Anno 2006
Nell'anno di imposta 2006 prevedeva la possibilità per il contribuente di vincolare il cinque per mille della propria imposta sul reddito delle persone fisiche (IRPEF) a sostegno di una delle seguenti quattro categorie:
1. volontariato, Onlus (Organizzazioni non lucrative di utilità sociale) e associazioni di promozione sociale (iscritte nei registri nazionale, regionale o provinciale)
2. attività sociali svolte dal Comune di residenza
3. ricerca sanitaria
4. ricerca scientifica o delle Università

Tale facoltà poteva essere esercitata dal contribuente indicando nella dichiarazione dei redditi del 2006 (utilizzando il modello integrativo CUD 2006, il modello 730/1-bis redditi 2005, il modello unico persone fisiche 2006) il codice fiscale dell'ente che intende finanziare. Le modalità di iscrizione per gli enti e le modalità di ripartizione della quota sono state successivamente disciplinate dal DPCM 20 gennaio 2006.

## Anno 2007
Nella legge finanziaria 27 dicembre 2006 n. 296, al comma 1234 vengono ridefinite le categorie beneficiarie del cinque per mille, nelle quali non sono più presenti i Comuni. Le categorie beneficiarie per il 2007 sono quindi:
1. volontariato, Onlus (Organizzazioni non lucrative di utilità sociale) e associazioni di promozione sociale (iscritte nei registri nazionale, regionale o provinciale)
2. ricerca scientifica o Università
3. enti della ricerca sanitaria

Le prime proiezioni del 5 per mille del 2006 hanno segnalato dati sorprendenti: un'adesione di circa il 61% dei contribuenti (quindi il 20% in più dell'8 per mille) che comporterebbe una spesa per lo Stato di poco più di 400 milioni di euro.

## Anno 2008
A seguito di lungo dibattito in sede di approvazione della legge finanziaria per il 2008 il cinque per mille è stato riproposto.
Alcuni deputati di entrambi i maggiori schieramenti politici (facenti parte dell'intergruppo per la sussidiarietà) hanno assunto l'impegno di farsi propositori della stabilizzazione definitiva del cinque per mille nelle prossime finanziarie.

## Anno 2009
Anche per il 2009 è stata prevista la possibilità per i contribuenti di destinare una quota pari al 5 per mille dell'Irpef a finalità di interesse sociale (art. 63 bis del decreto legge 25 giugno 2008 n. 112). Le modalità di iscrizione e i criteri di ammissione al riparto per le diverse tipologie di soggetti sono stabilite con il decreto del Presidente del Consiglio dei Ministri del 3/04/2009 ad eccezione delle associazioni sportive dilettantistiche che svolgono una rilevante attività di interesse sociale le cui modalità di ammissione sono state stabilite dal decreto del ministro dell'economia e delle finanze del 02/04/2009, integrato successivamente dal decreto del 16/04/2009.

## Anno 2010
La legge finanziaria 2010 ha previsto la possibilità di destinare il cinque per mille delle proprie imposte ad associazioni di volontariato e non lucrative di utilità sociale, associazioni e fondazioni di promozione sociale, enti di ricerca scientifica, universitaria e sanitaria, comuni e associazioni sportive dilettantistiche.
È stato previsto un tetto massimo di 400 milioni di euro che lo Stato devolverà per il 5x1000.

## Profili economico-giuridici
Dal punto di vista del cittadino, il cinque per mille rappresenta una forma di finanziamento delle organizzazioni non profit, delle Università e degli Istituti di ricerca scientifica e sanitaria che, a differenza delle donazioni, non comporta maggiori oneri, in quanto all'organizzazione prescelta (con l'indicazione del codice fiscale nella dichiarazione dei redditi) viene destinata direttamente una quota dell'IRPEF.
Dal punto di vista dello Stato rappresenta invece un provvedimento di spesa, in quanto teoricamente vincola parte del gettito dell'imposta sui redditi (IRPEF) alle finalità individuate dal contribuente.
Oltre che come nuova forma di finanziamento del cosiddetto terzo settore, l'istituto del cinque per mille è pure considerato dalla dottrina giuridica quale esempio di sussidiarietà fiscale.

In virtù della previsione del cinque per mille viene difatti garantita al contribuente una sfera di sovranità nella quale egli stesso può teoricamente decidere a chi destinare parte della ricchezza con cui contribuisce alle spese pubbliche (art. 53 Costituzione: Tutti sono tenuti a concorrere alle spese pubbliche...) al di fuori dell'usuale processo per cui è unicamente il Parlamento a decidere sulla destinazione del gettito delle imposte (sulla base del principio no taxation without representation).

In tale prospettiva, l'intento del cinque per mille non è solo l'individuazione di nuove forme di sovranità, ma pure la responsabilizzazione del contribuente nell'individuazione degli enti che meritano di essere finanziati con le risorse pubbliche.
Il cinque per mille rappresenta inoltre un'applicazione pratica del principio di sussidiarietà orizzontale (art. 118, quarto comma della Costituzione: Stato, Regioni, Città metropolitane, Province e Comuni favoriscono l'autonoma iniziativa dei cittadini, singoli e associati, per lo svolgimento di attività di interesse generale, sulla base del principio di sussidiarietà).
Il cinque per mille è stato oggetto di dibattito per quanto attiene alle modalità di attuazione individuate dal legislatore, in quanto si ritiene necessario da un lato garantire l'autonomia degli enti finanziati, dall'altro lato il loro effettivo perseguimento dell'interesse generale.

## Finanziamento alle associazioni culturali (due per mille)
In modo parallelo, ma distinto dal 5 per mille, per l'anno d'imposta 2016 era stata introdotta la possibilità di erogare un 2 per mille (2 x 1000) a favore delle associazioni culturali. Tale facoltà non è stata ripetuta nei successivi 4 anni per poi riprendere per le dichiarazioni 2021, regolamentato dal DPCM 16 aprile 2021.